# Žamarija
 Žamarija  falu Horvátországban Zágráb megyében. Közigazgatásilag Zsumberk községhez tartozik.

## Fekvése
Zágrábtól 43 km-re délnyugatra, községközpontjától Kostanjevactól 3 km-re északnyugatra a Zsumberki-hegység déli lejtőin  fekszik. 

## Története
1830-ban 3 házában 37 katolikus lakos élt. 1857-ben 63-an lakták. 1900-ig Žamarije volt a hivatalos neve. 1910-ben 72 lakosa volt. Trianon előtt Zágráb vármegye Jaskai járásához tartozott. A falunak 2011-ben 22 lakosa volt. Lakói mezőgazdasággal, állattenyésztéssel, szőlőtermesztéssel foglalkoznak. A zsumberki Szent Miklós plébániához tartoznak.

## Lakosság
| Lakosság változása | Lakosság változása | Lakosság változása | Lakosság változása | Lakosság változása | Lakosság változása | Lakosság változása | Lakosság változása | Lakosság változása | Lakosság változása | Lakosság változása | Lakosság változása | Lakosság változása | Lakosság változása | Lakosság változása | Lakosság változása |
| ------------------ | ------------------ | ------------------ | ------------------ | ------------------ | ------------------ | ------------------ | ------------------ | ------------------ | ------------------ | ------------------ | ------------------ | ------------------ | ------------------ | ------------------ | ------------------ |
| 1857               | 1869               | 1880               | 1890               | 1900               | 1910               | 1921               | 1931               | 1948               | 1953               | 1961               | 1971               | 1981               | 1991               | 2001               | 2011               |
| 63                 | 72                 | 72                 | 75                 | 72                 | 72                 | 66                 | 81                 | 161                | 76                 | 78                 | 64                 | 53                 | 52                 | 37                 | 22                 |

## Nevezetességei
- A faluban 1858-ban emlékművet állítottak a slunji katonai ezred parancsnoka Nikolas von Waymann emlékére.
- Emlékmű áll itt az 1944 augusztusában formálisan megalakult zsumberki nemzeti felszabadító brigád emlékere.

## Külső hivatkozások
- Žumberak község hivatalos oldala
- A Zsumberki közösség honlapja